# Campinarana

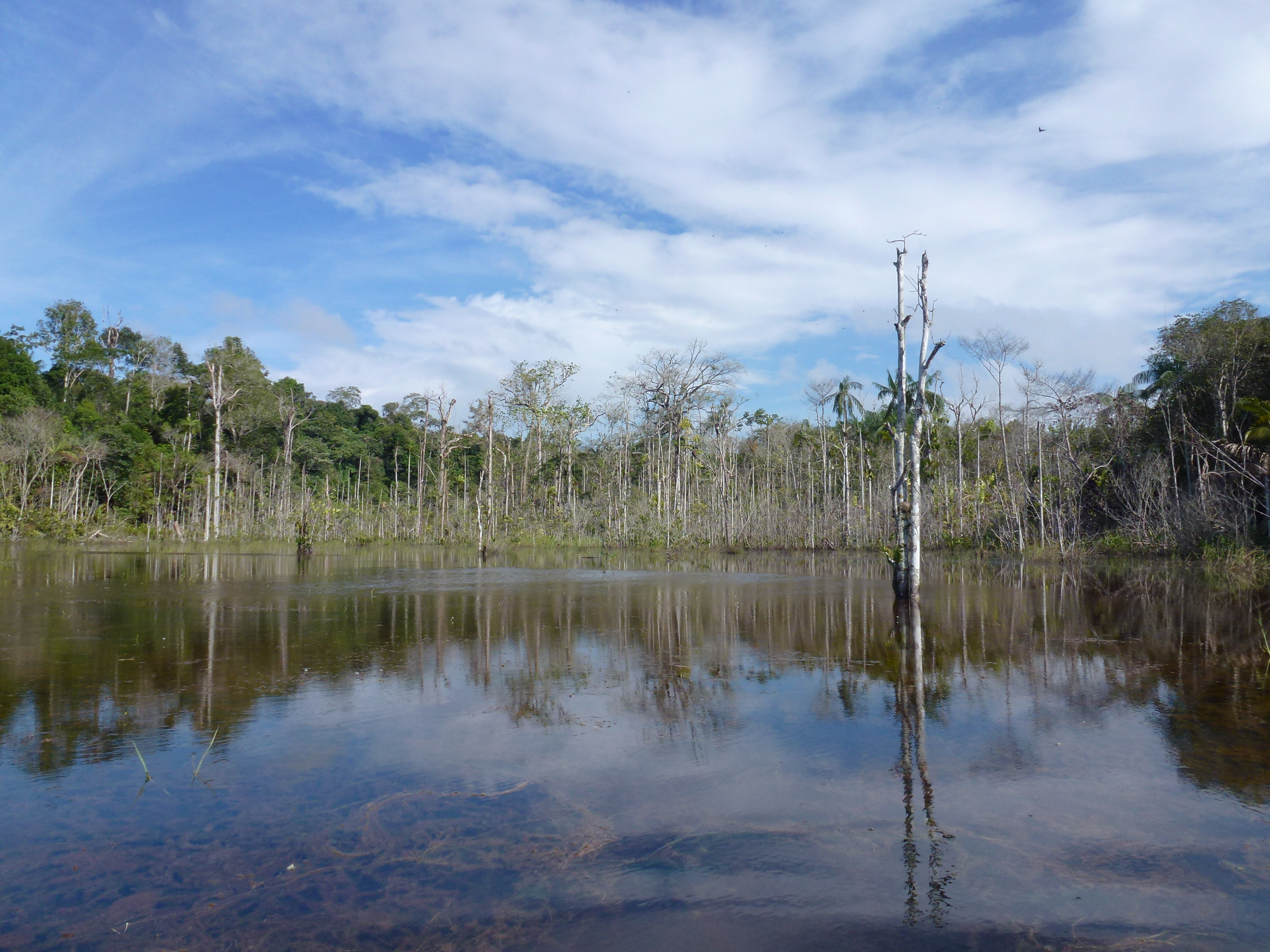
Vista lateral de una área de vegetación posiblemente de campinarana, en Manaus, Estado de Amazonas, Brasil.

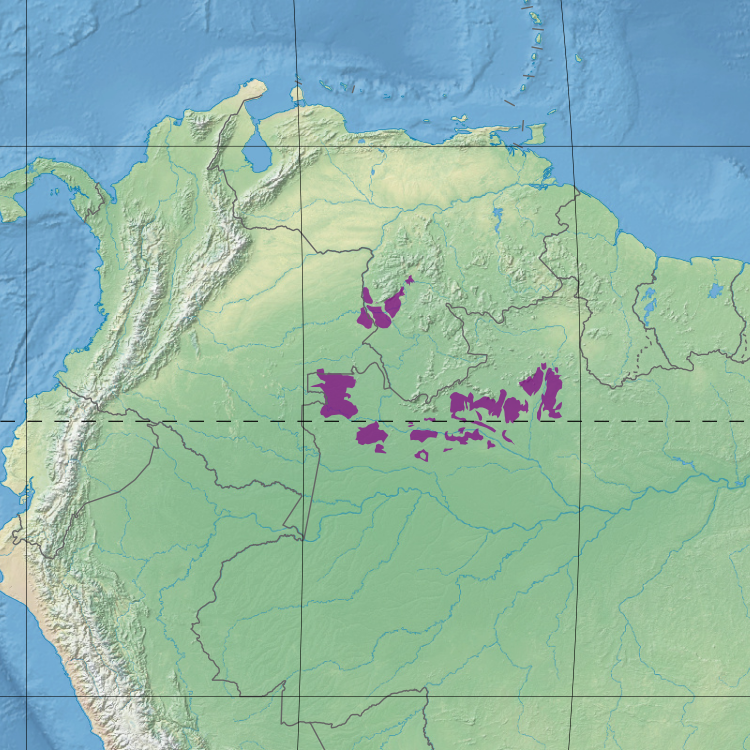
Mapa que identifica la ecorregión de la campinarana del río Negro en la Amazonia.

La campinarana es un tipo de vegetación de la región amazónica, que crece en suelos arenosos muy lixiviados, con muy baja fertilidad. La pobreza del suelo está relacionada con el origen del sedimento o proceso de podsolización, resultante del continuo ascenso y descenso del nivel freático, que lixivia materia orgánica, arcillas y otros sedimentos de las capas superiores del suelo. Esta vegetación se diferencia de la selva amazónica propiamenta tal (Tierra firme), debido a su flora distinta y al menor tamaño de los árboles y por los tallos más delgados y tortuosos de estos.
Presentan una composición florística única, pero pobre en comparación con los bosques adyacentes de tierra firme. En un estudio realizado en la Reserva de Desarrollo Sostenible de Uatumã, se registraron 167 especies de plantas pertenecientes a 117 géneros y 50 familias, donde las leguminosas fueron las más representativas, seguida de las rubiáceas y la familia Chrysobalanaceae. Sólo el 30,5 % de las especies fueron exclusivas de campinaranas, lo que confirma que, aunque existen muchas plantas endémicas, la mayoría de especies son generalistas.
Algunas áreas de campinaranas se consideran como humedales ya sea al estar sujetas a pulsos de inundación, a causa de cambios en el nivel freático y a la precipitación local, o debido a las inundaciones estacionales. La magnitud y duración del período seco o inundado, junto con pequeñas variaciones en los nutrientes, determinan la distribución y selección de especies en esta vegetación.